# Hypsolyrium fujianensis
Hypsolyrium fujianensis är en insektsart som beskrevs av Chou och Yuan 1980. Hypsolyrium fujianensis ingår i släktet Hypsolyrium och familjen hornstritar. Inga underarter finns listade i Catalogue of Life.